# Cosmo Oro
Cosmo Serie Oro. Classici della Narrativa di Fantascienza, più conosciuta come Cosmo Oro, è stata una collana di romanzi di fantascienza pubblicata in Italia da Editrice Nord dal 1970 al 2003, per un totale di 202 uscite.

## Storia
Sin dagli anni Cinquanta era sorto in Italia un significativo mercato per la fantascienza angloamericana, che però consisteva principalmente di pubblicazioni periodiche distribuite nelle edicole: inizialmente prevalevano le riviste di racconti come Urania di Arnoldo Mondadori Editore e Galaxy di Casa Editrice La Tribuna, ma successivamente si affermarono le collane di romanzi tascabili quali I romanzi di Urania (sempre di Mondadori), Galassia (sempre di La Tribuna) e I Romanzi del Cosmo di Ponzoni Editore; solo poche opere godettero di una distribuzione più prestigiosa nel circuito delle librerie, fra le quali l'antologia Le meraviglie del possibile edita da Einaudi e il romanzo Fiori per Algernon tradotto da Longanesi. Nei tardi anni Sessanta Libra Editrice tentò di invertire questa tendenza lanciando la rivista antologica Nova SF* e le collane di romanzi Slan, Saturno e I Classici della Fantascienza, tutte pubblicate in formato libro ma vendute per corrispondenza.
Nel 1970 il curatore editoriale Gianfranco Viviani fondò Editrice Nord proprio per inserirsi nella nicchia di mercato individuata da Libra: la neonata casa editrice sviluppò un formato "ibrido" di opere tascabili cartonate anziché brossurate e si inserì nelle librerie attraverso la collana Cosmo (detta informalmente "Cosmo Argento"), nella quale venivano tradotte le maggiori novità d'Oltreoceano. Inoltre a Cosmo Argento fu immediatamente affiancata una collana "sorella", appunto Cosmo Serie Oro, dedicata invece alla ristampa di opere seminali già apparse in testate e collane concorrenti, che Nord mirava a riproporre in edizioni di qualità nettamente superiore: sia per il formato librario, sia per la presenza di apparati critici e bio-bibliografici, sia perché le traduzioni Nord erano rigorosamente integrali, prive dei tagli e delle censure caratteristici, ad esempio, dei volumi Urania.
Durante il primo decennio di attività le uscite di Cosmo Oro non dichiaravano le gerenze editoriali, ma il curatore di fatto era Riccardo Valla, che tra 1971 e 1979 tenne per Nord i contatti con le agenzie letterarie e gli autori, coordinò il lavoro dei collaboratori assegnando e rivedendo traduzioni e apparati editoriali, e firmò personalmente numerose traduzioni e prefazioni; a partire dal numero 39 (settembre 1979) Gianfranco Viviani venne accreditato come direttore responsabile e a partire dal numero 44 (settembre 1980) la curatela passò formalmente a Sandro Pergameno; a sua volta Pergameno abbandonò la posizione nel 1988, rioccupandola solo nella breve parentesi dell'anno 1995, e con il numero 90 (aprile 1988) gli subentrò di fatto, ma nuovamente senza accredito, Piergiorgio Nicolazzini, il quale mantenne la gestione della collana fino alla sua chiusura a cavallo fra 2002 e 2003 –il biennio in cui Editrice Nord venne assorbita nel gruppo Longanesi.
Nel succedersi di tutte queste curatele, Cosmo Oro ha mantenuto la sua vocazione di collana dedicata alle ristampe e ha riproposto in italiano opere di numerosi maestri dell'epoca d'oro della fantascienza, spaziando dalla fantascienza "dura" di Robert A. Heinlein e Poul Anderson alla space opera di E. E. Smith e A. E. van Vogt, senza trascurare la tradizione science fantasy avviata da E. R. Burroughs e sviluppata, fra gli altri, da Leigh Brackett ed Edmond Hamilton; la collana ha inoltre dedicato un certo spazio al movimento New Wave, come Philip José Farmer, Julian May e Ursula Kroeber Le Guin, e occasionalmente ha pubblicato non ristampe, bensì inediti scelti per il loro prestigio artistico, quali il ciclo di Dune di Frank Herbert o il romanzo Neuromante di William Gibson. Per tutta la sua attività la collana ha proposto in maniera equilibrata raccolte di racconti, romanzi auto-conclusivi, brevi serie di romanzi raccolte in volumi omnibus, e occasionali serie lunghe pubblicate per singoli volumi, adottando quindi lo stesso approccio che caratterizzò fino al 1986 anche la linea "gemella" Fantacollana (dedicata invece ai capolavori del fantasy).
I maggiori successi pubblicati in questa collana sono stati riproposti dalle collane Tascabili e Biblioteca Cosmo della stessa casa editrice.

## Volumi pubblicati
| Numero | Autore                             | Titolo                                                              | Note | Data           | ISBN               |
| ------ | ---------------------------------- | ------------------------------------------------------------------- | --- | -------------- | ------------------ |
| 1      | Robert A. Heinlein                 | Cittadino della galassia                                            | | Ottobre 1970   | ISBN 88-429-0298-5 |
| 2      | John W. Campbell                   | Aarn Munro il gioviano                                              | Fix-up di due romanzi brevi e un racconto del ciclo della Mightiest Machine. | Dicembre 1971  | ISBN 88-429-0299-3 |
| 3      | Isaac Asimov                       | Stelle come polvere                                                 | Secondo romanzo del Ciclo dell'Impero. | 1972           | ISBN 88-429-0300-0 |
| 4      | L. Sprague de Camp                 | Abisso del passato                                                  | | 1972           | ISBN 88-429-0301-9 |
| 5      | Robert A. Heinlein                 | Stella doppia                                                       | | Novembre 1972  | ISBN 88-429-0302-7 |
| 6      | Henry Kuttner e C.L. Moore         | Furia                                                               | Omnibus della dilogia delle Fortezze: 1. Furia 2. Scontro nella notte | Novembre 1972  | ISBN 88-429-0303-5 |
| 7      | A. E. van Vogt                     | Slan                                                                | | Giugno 1973    | ISBN 88-429-0304-3 |
| 8      | Frank Herbert                      | Dune                                                                | Primo romanzo del Ciclo di Dune. | Giugno 1973    | ISBN 88-429-0305-1 |
| 9      | A. E. van Vogt                     | Non-A                                                               | Primo romanzo della trilogia di Non-A. | Ottobre 1973   | ISBN 88-429-0306-X |
| 10     | Edgar Rice Burroughs               | John Carter di Marte                                                | Omnibus dei primi tre romanzi del Ciclo di Barsoom: 1. La principessa di Marte 2. Gli dei di Marte 3. Il signore della guerra | Novembre 1973  | ISBN 88-429-0307-8 |
| 11     | Robert A. Heinlein                 | Sesta colonna                                                       | | Marzo 1974     | ISBN 88-429-0308-6 |
| 12     | Frank Herbert                      | Messia di Dune                                                      | Secondo romanzo del Ciclo di Dune. | Aprile 1974    | ISBN 88-429-0309-4 |
| 13     | Jack Williamson                    | Gli Umanoidi                                                        | Romanzo afferente al ciclo degli Umanoidi. | Giugno 1974    | ISBN 88-429-0310-8 |
| 14     | Theodore Sturgeon                  | Nascita del superuomo                                               | | Settembre 1974 | ISBN 88-429-0311-6 |
| 15     | Philip José Farmer                 | Fabbricanti di universi                                             | Omnibus dei primi quattro romanzi dell'esalogia dei Fabbricanti di Universi: 1. Il fabbricante di universi 2. I cancelli dell'universo 3. Un universo tutto per noi 4. Le muraglie della Terra                                                      | Novembre 1974  | ISBN 88-429-0312-4 |
| 16     | Isaac Asimov                       | La terra è abbastanza grande                                        | Raccolta di sedici racconti allestita dall'autore. | Marzo 1975     | ISBN 88-429-0313-2 |
| 17     | James Blish                        | Guerra al grande nulla                                              | Secondo romanzo della tetralogia Dopo siffatta conoscenza. | Maggio 1975    | ISBN 88-429-0314-0 |
| 18     | René Barjavel                      | La notte dei tempi                                                  | | Luglio 1975    | ISBN 88-429-0315-9 |
| 19     | Fritz Leiber                       | Il grande tempo                                                     | Raccolta dedicata al ciclo della Guerra del Cambio, comprende il romanzo eponimo e un racconto. | Settembre 1975 | ISBN 88-429-0316-7 |
| 20     | Larry Niven e Jerry Pournelle      | La strada delle stelle                                              | Primo romanzo della trilogia dei Moties entro l'universo narrativo del CoDominium. | Dicembre 1975  | ISBN 88-429-0317-5 |
| 21     | A. E. van Vogt                     | I ribelli dei 50 soli                                               | Romanzo fix-up del ciclo dei Ribelli. | Febbraio 1976  | ISBN 88-429-0318-3 |
| 22     | Philip José Farmer                 | Notte di luce                                                       | Raccolta completa del ciclo di padre John Carmody, comprende un romanzo, un romanzo breve e tre racconti. | Maggio 1976    | ISBN 88-429-0319-1 |
| 23     | Alfred Bester                      | Destinazione stelle                                                 | | Giugno 1976    | ISBN 88-429-0320-5 |
| 24     | John Wyndham                       | Il popolo segreto                                                   | | Ottobre 1976   | ISBN 88-429-0321-3 |
| 25     | John W. Campbell                   | Isole nello spazio                                                  | Raccolta completa del ciclo di Arcot, Morey e Wade, comprende due romanzi, due romanzi brevi e un racconto. | Novembre 1976  | ISBN 88-429-0322-1 |
| 26     | A. E. van Vogt                     | La guerra contro i Rull                                             | Romanzo fix-up del ciclo dei Rull. | Febbraio 1977  | ISBN 88-429-0323-X |
| 27     | Frank Herbert                      | I figli di Dune                                                     | Terzo romanzo del Ciclo di Dune. | Maggio 1977    | ISBN 88-429-0324-8 |
| 28     | Robert A. Heinlein                 | Straniero in terra straniera                                        | Traduzione condotta sulla prima edizione G. P. Putnam's Sons (1961), che presenta tagli e censure rispetto al testo autoriale (edito per la prima volta postumo).                                                                                   | Luglio 1977    | ISBN 88-429-0325-6 |
| 29     | Philip K. Dick                     | La svastica sul sole                                                | | Ottobre 1977   | ISBN 88-429-0326-4 |
| 30     | Frederik Pohl e Jack Williamson    | Le scogliere dello spazio                                           | Omnibus della trilogia del Figlio delle stelle: 1. Le scogliere dello spazio 2. Il figlio delle stelle 3. Stella solitaria | Dicembre 1977  | ISBN 88-429-0327-2 |
| 31     | Eric Frank Russell                 | Schiavi degli invisibili                                            | | Febbraio 1978  | ISBN 88-429-0328-0 |
| 32     | John Brunner                       | Il telepatico                                                       | Fix-up di tre romanzi brevi. | Aprile 1978    | ISBN 88-429-0329-9 |
| 33     | A. E. van Vogt                     | Le armi di Isher                                                    | Omnibus della dilogia delle Armi di Isher: 1. I negozi d'armi 2. I fabbricanti d'armi | Giugno 1978    | ISBN 88-429-0330-2 |
| 34     | Fritz Leiber                       | L'alba delle tenebre                                                | | Settembre 1978 | ISBN 88-429-0331-0 |
| 35     | Harry Harrison                     | Pianeta impossibile                                                 | Omnibus della trilogia del Pianeta impossibile, i tre romanzi sono presentati come fix-up. | Novembre 1978  | ISBN 88-429-0332-9 |
| 36     | Kurt Vonnegut                      | Distruggete le macchine                                             | | Febbraio 1979  | ISBN 88-429-0333-7 |
| 37     | Robert A. Heinlein                 | Lazarus Long, l'immortale                                           | Secondo romanzo della saga di Lazarus Long entro il macro-ciclo della Storia futura. | Aprile 1979    | ISBN 88-429-0334-5 |
| 38     | Frederik Pohl                      | La porta dell'infinito                                              | Primo romanzo del Ciclo degli Heechee. | Giugno 1979    | ISBN 88-429-0335-3 |
| 39     | Philip José Farmer                 | Il mondo di Lavalite                                                | Quinto romanzo dell'esalogia dei Fabbricanti di Universi. | Settembre 1979 | ISBN 88-429-0336-1 |
| 40     | A. E. van Vogt                     | Destinazione universo                                               | Omnibus allestito dall'autore, comprende nove racconti autoconclusivi, un racconto afferente al ciclo dei Rull, e i romanzi Gli uomini ombra e L'assedio degli invisibili.                                                                          | Novembre 1979  | ISBN 88-429-0337-X |
| 41     | Vonda N. McIntyre                  | Il serpente dell'oblio                                              | Romanzo fix-up del ciclo del Serpente. | Febbraio 1980  | ISBN 88-429-0338-8 |
| 42     | Philip K. Dick                     | I simulacri                                                         | | Aprile 1980    | ISBN 88-429-0339-6 |
| 43     | E. E. Smith                        | Skylark 1°. L'allodola dello spazio                                 | Omnibus dei primi due romanzi della tetralogia dell'Allodola: 1. L'Allodola dello Spazio 2. Allodola Tre | Giugno 1980    | ISBN 88-429-0340-X |
| 44     | Edgar Rice Burroughs               | Le pedine di Marte                                                  | Omnibus del quarto e quinto romanzo del Ciclo di Barsoom: 1. Thuvia la fanciulla di Marte 2. Le pedine di Marte | Settembre 1980 | ISBN 88-429-0341-8 |
| 45     | Jack Vance                         | I principi Demoni                                                   | Omnibus dei primi tre romanzi del Ciclo dei Principi Demoni entro l'universo del Gaean Reach: 1. Il re stellare 2. La macchina per uccidere 3. Il palazzo dell'amore                                                                                | Novembre 1980  | ISBN 88-429-0342-6 |
| 46     | Kurt Vonnegut                      | Le sirene di Titano                                                 | | Febbraio 1981  | ISBN 88-429-0343-4 |
| 47     | Roger Zelazny                      | Io, Nomikos l'immortale                                             | | Aprile 1981    | ISBN 88-429-0344-2 |
| 48     | Edgar Rice Burroughs               | La mente di Marte                                                   | Omnibus del sesto e settimo romanzo del Ciclo di Barsoom: 1. La mente di Marte 2. Il guerriero di Marte | Giugno 1981    | ISBN 88-429-0345-0 |
| 49     | Jack Vance                         | Gli Amaranto                                                        | Re-intitolato Stato sociale: Amaranto per la ristampa di settembre 1995. | Settembre 1981 | ISBN 88-429-0346-9 |
| 50     | E. E. Smith                        | Astronave Skylark 2°. L'allodola dello spazio                       | Omnibus degli ultimi due romanzi della tetralogia dell'Allodola: 1. L'Allodola di Valeron 2. L'Allodola DuQuesne | Novembre 1981  | ISBN 88-429-0347-7 |
| 51     | A. E. van Vogt                     | La città immortale                                                  | Romanzo fix-up del ciclo di Pendrake. | Febbraio 1982  | ISBN 88-429-0348-5 |
| 52     | Edgar Rice Burroughs               | I guerrieri di Marte                                                | Omnibus dell'ottavo e nono romanzo del Ciclo di Barsoom: 1. Le Spade di Marte 2. Gli uomini sintetici di Marte | Aprile 1982    | ISBN 88-429-0349-3 |
| 53     | Frank Herbert                      | L'imperatore-dio di Dune                                            | Quarto romanzo del Ciclo di Dune. | Giugno 1982    | ISBN 88-429-0350-7 |
| 54     | Frederik Pohl                      | Oltre l'orizzonte azzurro                                           | Secondo romanzo del Ciclo degli Heechee. | Settembre 1982 | ISBN 88-429-0351-5 |
| 55     | Edgar Rice Burroughs               | Llana di Gathol                                                     | Omnibus del decimo e undicesimo romanzo del Ciclo di Barsoom: 1. Llana di Gathol. Fix-up di quattro racconti. 2. John Carter di Marte. Fix-up di due racconti.                                                                                      | Ottobre 1982   | ISBN 88-429-0352-3 |
| 56     | Jack Vance                         | Gli ultimi principi                                                 | Omnibus degli ultimi due romanzi del Ciclo dei Principi Demoni entro l'universo del Gaean Reach: 1. La faccia 2. Il libro dei sogni | Novembre 1982  | ISBN 88-429-0353-1 |
| 57     | Harry Harrison                     | Il pianeta dei dannati                                              | Omnibus della dilogia di Brion Brandd: 1. Il pianeta dei dannati 2. Il pianeta senza ritorno | Febbraio 1983  | ISBN 88-429-0354-X |
| 58     | Keith Laumer                       | I mondi dell'impero                                                 | Omnibus della trilogia dell'Impero, i tre romanzi sono presentati come fix-up. | Aprile 1983    | ISBN 88-429-0355-8 |
| 59     | Jack Vance                         | La terra di Ern                                                     | Antologia curata da Sandro Pergameno comprendente i romanzi brevi Chateau d'If e Assalto a una città, un racconto del ciclo di Magnus Ridolph, uno della Terra morente, e nove racconti autoconclusivi.                                             | Giugno 1983    | ISBN 88-429-0356-6 |
| 60     | Clifford D. Simak                  | Il papa definitivo                                                  | | Settembre 1983 | ISBN 88-429-0357-4 |
| 61     | Poul Anderson                      | Dominic Flandry - Agente dell'Impero Terrestre                      | Primo volume della saga di Dominic Flandry entro il macro-ciclo della Storia Tecnica, comprende tre romanzi e due racconti: 1. Guardiamarina Flandry 2. Scacchiera fra le stelle 3. Mondi ribelli 4. "Il tigre per la coda" 5. "Un cordiale nemico" | Novembre 1983  | ISBN 88-429-0358-2 |
| 62     | Theodore Sturgeon                  | Cristalli sognanti                                                  | | Febbraio 1984  | ISBN 88-429-0359-0 |
| 63     | Julian May                         | La terra dai molti colori                                           | Primo romanzo della tetralogia Esilio nel Pliocene. | Aprile 1984    | ISBN 88-429-0360-4 |
| 64     | Poul Anderson                      | Dominic Flandry 2° - Il gioco della gloria                          | Secondo volume della saga di Dominic Flandry entro il macro-ciclo della Storia Tecnica, comprende un racconto, due romanzi brevi e un romanzo: 1. "Il gioco della gloria" 2. Messaggio segreto 3. La piaga dei padroni 4. A noi le stelle!          | Giugno 1984    | ISBN 88-429-0361-2 |
| 65     | Ursula K. Le Guin                  | La mano sinistra delle tenebre                                      | Quarto romanzo del Ciclo dell'Ecumene. | Settembre 1984 | ISBN 88-429-0362-0 |
| 66     | Frank Herbert                      | Gli eretici di Dune                                                 | Quinto romanzo del Ciclo di Dune. | Ottobre 1984   | ISBN 88-429-0363-9 |
| 67     | Jack Williamson                    | La stirpe dell'uomo                                                 | | Novembre 1984  | ISBN 88-429-0364-7 |
| 68     | Poul Anderson                      | Dominic Flandry 3° - La lunga notte della barbarie                  | Terzo volume della saga di Dominic Flandry entro il macro-ciclo della Storia Tecnica, comprende un racconto e due romanzi: 1. "Guerra segreta" 2. Cavaliere di spettri e d'ombre 3. Dominic Flandry: Una pietra nel cielo                           | Febbraio 1985  | ISBN 88-429-0365-5 |
| 69     | Julian May                         | Il collare d'oro                                                    | Secondo romanzo della tetralogia Esilio nel Pliocene. | Marzo 1985     | ISBN 88-429-0366-3 |
| 70     | Jules Verne                        | Il padrone del mondo                                                | Omnibus della dilogia di Robur: 1. Robur il conquistatore 2. Padrone del mondo | Aprile 1985    | ISBN 88-429-0367-1 |
| 71     | Frederik Pohl                      | Appuntamento con gli Heechee                                        | Terzo romanzo del Ciclo degli Heechee. | Giugno 1985    | ISBN 88-429-0368-X |
| 72     | Brian Aldiss                       | La primavera di Helliconia                                          | Primo romanzo della trilogia di Helliconia. | Settembre 1985 | ISBN 88-429-0369-8 |
| 73     | David Brin                         | Le Maree di Kithrup                                                 | Secondo romanzo dell'esalogia delle Cinque Galassie. | Ottobre 1985   | ISBN 88-429-0370-1 |
| 74     | Julian May                         | Il re non nato                                                      | Terzo romanzo della tetralogia Esilio nel Pliocene. | Novembre 1985  | ISBN 88-429-0371-X |
| 75     | Frank Herbert                      | La rifondazione di Dune                                             | Sesto romanzo del Ciclo di Dune. | Gennaio 1986   | ISBN 88-429-0372-8 |
| 76     | Julian May                         | L'avversario                                                        | Quarto romanzo della tetralogia Esilio nel Pliocene. | Marzo 1986     | ISBN 88-429-0373-6 |
| 77     | John Brunner                       | La prova del fuoco                                                  | | Maggio 1986    | ISBN 88-429-0374-4 |
| 78     | Philip K. Dick                     | Il cacciatore di androidi                                           | | Giugno 1986    | ISBN 88-429-0375-2 |
| 79     | Brian Aldiss                       | L'estate di Helliconia                                              | Secondo romanzo della trilogia di Helliconia. | Settembre 1986 | ISBN 88-429-0376-0 |
| 80     | William Gibson                     | Neuromante                                                          | Primo romanzo della Trilogia dello Sprawl. | Ottobre 1986   | ISBN 88-429-0377-9 |
| 81     | Gregory Benford                    | Nell'oceano della notte                                             | Primo romanzo dell'esalogia del Centro Galattico. | Novembre 1986  | ISBN 88-429-0378-7 |
| 82     | Poul Anderson                      | Il gioco dell'Impero                                                | Quarto volume della saga di Dominic Flandry entro il macro-ciclo della Storia Tecnica, consiste di un romanzo. | Febbraio 1987  | ISBN 88-429-0379-5 |
| 83     | Brian Aldiss                       | L'inverno di Helliconia                                             | Terzo romanzo della trilogia di Helliconia. | Aprile 1987    | ISBN 88-429-0380-9 |
| 84     | Isaac Asimov                       | Le migliori opere di fantascienza                                   | Raccolta di ventisei racconti e due poesie, con introduzione dell'autore. | Giugno 1987    | ISBN 88-429-0381-7 |
| 85     | Frederik Pohl                      | Gli annali degli Heechee                                            | Quarto romanzo del Ciclo degli Heechee. | Settembre 1987 | ISBN 88-429-0382-5 |
| 86     | Gregory Benford                    | Attraverso un mare di soli                                          | Secondo romanzo dell'esalogia del Centro Galattico. | Ottobre 1987   | ISBN 88-429-0383-3 |
| 87     | Orson Scott Card                   | Il gioco di Ender                                                   | Primo romanzo della pentalogia di Ender Wiggin entro il Ciclo di Ender. | Novembre 1987  | ISBN 88-429-0384-1 |
| 88     | Frank Riley e Mark Clifton         | La macchina dell'eternità                                           | Terzo romanzo della trilogia di Bossy. | Gennaio 1988   | ISBN 88-429-0385-X |
| 89     | Orson Scott Card                   | Il riscatto di Ender                                                | Secondo romanzo della pentalogia di Ender Wiggin entro il Ciclo di Ender. | Marzo 1988     | ISBN 88-429-0386-8 |
| 90     | Kate Wilhelm                       | Gli eredi della Terra                                               | | Aprile 1988    | ISBN 88-429-0387-6 |
| 91     | David Brin                         | I signori di Garth                                                  | Terzo romanzo dell'esalogia delle Cinque Galassie. | Maggio 1988    | ISBN 88-429-0388-4 |
| 92     | C. J. Cherryh                      | La Lega dei mondi ribelli                                           | Primo romanzo del ciclo delle Guerre dell'Anonima entro l'Universo della Lega e della Confederazione. | Giugno 1988    | ISBN 88-429-0389-2 |
| 93     | Poul Anderson                      | Orion risorgerà                                                     | Secondo romanzo del ciclo di Maurai. | Luglio 1988    | ISBN 88-429-0390-6 |
| 94     | Larry Niven                        | I burattinai                                                        | Primo romanzo della tetralogia del Mondo Anello entro il Ciclo dello Spazio Conosciuto. | Settembre 1988 | ISBN 88-429-0391-4 |
| 95     | Julian May                         | L'intervento                                                        | Primo romanzo del Ciclo del Milieu Galattico. | Ottobre 1988   | ISBN 88-429-0392-2 |
| 96     | Jack Vance                         | Stazione Araminta                                                   | Primo romanzo delle Cronache di Cadwel entro l'universo del Gaean Reach. | Novembre 1988  | ISBN 88-429-0393-0 |
| 97     | John Brunner                       | Tutti a Zanzibar                                                    | | Dicembre 1988  | ISBN 88-429-0394-9 |
| 98     | Poul Anderson                      | Tau Zero                                                            | | Gennaio 1989   | ISBN 88-429-0395-7 |
| 99     | Harry Harrison                     | L'era degli Yilanè                                                  | Primo romanzo della trilogia degli Yilanè. | Febbraio 1989  | ISBN 88-429-0396-5 |
| 100    | Edmond Hamilton                    | I sovrani delle stelle                                              | Omnibus della dilogia dei Sovrani delle stelle: 1. I sovrani delle stelle 2. Ritorno alle stelle | Marzo 1989     | ISBN 88-429-0397-3 |
| 101    | Gregory Benford                    | Timescape                                                           | | Maggio 1989    | ISBN 88-429-0398-1 |
| 102    | Wilson Tucker                      | L'anno del sole quieto                                              | | Giugno 1989    | ISBN 88-429-0399-X |
| 103    | Robert A. Heinlein                 | Starman Jones                                                       | | Luglio 1989    | ISBN 88-429-0400-7 |
| 104    | Frederik Pohl e Cyril M. Kornbluth | Gladiatore in legge                                                 | | Settembre 1989 | ISBN 88-429-0401-5 |
| 105    | David Brin                         | Spedizione Sundiver                                                 | Primo romanzo dell'esalogia delle Cinque Galassie. | Ottobre 1989   | ISBN 88-429-0402-3 |
| 106    | Harry Harrison                     | Jim DiGriz, l'implacabile                                           | Omnibus dei primi quattro romanzi del ciclo di Jim DiGriz: 1. Jim DiGriz, il ratto di acciaio 2. La vendetta del ratto di acciaio 3. Il ratto d'acciaio salva il mondo 4. Il ratto d'acciaio contro gli invasori                                    | Novembre 1989  | ISBN 88-429-0403-1 |
| 107    | Harry Harrison                     | Il nemico degli Yilanè                                              | Secondo romanzo della trilogia degli Yilanè. | Febbraio 1990  | ISBN 88-429-0404-X |
| 108    | George R. Stewart                  | La terra sull'abisso                                                | | Aprile 1990    | ISBN 88-429-0405-8 |
| 109    | Harry Harrison                     | Il ritorno di Jim DiGriz                                            | Omnibus del quinto, sesto e settimo romanzo del ciclo di Jim DiGriz: 1. Il Ratto d'Acciaio presidente 2. È nato un Ratto d'Acciaio 3. Il Ratto d'Acciaio viene arruolato                                                                            | Maggio 1990    | ISBN 88-429-0406-6 |
| 110    | Charles R. Tanner                  | Tumithak dei corridoi                                               | Raccolta completa del ciclo di Tumithak, comprende due romanzi brevi e un racconto. | Giugno 1990    | ISBN 88-429-0407-4 |
| 111    | Ursula K. Le Guin                  | I reietti dell'altro pianeta                                        | Sesto romanzo del Ciclo dell'Ecumene. | Luglio 1990    | ISBN 88-429-0408-2 |
| 112    | Harry Harrison                     | Scontro finale                                                      | Terzo romanzo della trilogia degli Yilanè. | Settembre 1990 | ISBN 88-429-0409-0 |
| 113    | Christopher Priest                 | Il mondo alla rovescia                                              | | Ottobre 1990   | ISBN 88-429-0410-4 |
| 114    | C. J. Cherryh                      | Cyteen                                                              | Secondo romanzo del Ciclo della Lega entro l'Universo della Lega e della Confederazione. | Novembre 1990  | ISBN 88-429-0411-2 |
| 115    | Jack Williamson                    | Il millennio dell'antimateria                                       | Omnibus della dilogia Seetee: 1. L'astronave di antimateria 2. La guerra dell'antimateria | Gennaio 1991   | ISBN 88-429-0412-0 |
| 116    | Larry Niven e Jerry Pournelle      | Il giorno dell'invasione                                            | | Marzo 1991     | ISBN 88-429-0413-9 |
| 117    | E. E. Smith                        | La saga dei Lensmen                                                 | Omnibus dei primi due romanzi dell'esalogia dei Lensmen: 1. Triplanetario 2. Il primo Lensman | Maggio 1991    | ISBN 88-429-0414-7 |
| 118    | C. J. Cherryh                      | I mondi del sole morente                                            | Omnibus della trilogia del Sole Morente entro l'Universo della Lega e della Confederazione: 1. Kesrith 2. Shon'jir 3. Kutath | Giugno 1991    | ISBN 88-429-0415-5 |
| 119    | Philip José Farmer                 | Gli amanti di Siddo                                                 | Romanzo afferente al ciclo del Precursore. | Settembre 1991 | ISBN 88-429-0416-3 |
| 120    | Donald Kingsbury                   | Geta                                                                | | Ottobre 1991   | ISBN 88-429-0417-1 |
| 121    | Orson Scott Card                   | Ender III - Xenocidio                                               | Terzo romanzo della pentalogia di Ender Wiggin entro il Ciclo di Ender. | Novembre 1991  | ISBN 88-429-0418-X |
| 122    | E. E. Smith                        | Pattuglia galattica: La saga dei Lensmen II                         | Omnibus dei due romanzi centrali dell'esalogia dei Lensmen: 1. Pattuglia Galattica 2. Il Lensman Grigio | Febbraio 1992  | ISBN 88-429-0419-8 |
| 123    | Lois McMaster Bujold               | Il gioco dei Vor                                                    | Secondo romanzo della saga di Miles Vorkosigan entro il Ciclo dei Vor. | Aprile 1992    | ISBN 88-429-0420-1 |
| 124    | C. J. Cherryh                      | I 40.000 di Gehenna                                                 | Primo romanzo del Ciclo della Lega entro l'Universo della Lega e della Confederazione. | Maggio 1992    | ISBN 88-429-0421-X |
| 125    | Sheri S. Tepper                    | Le torri del dominio                                                | Omnibus della dilogia delle Torri del dominio: 1. Rivanord 2. Rivasud | Giugno 1992    | ISBN 88-429-0422-8 |
| 126    | Larry Niven                        | Un dono dalla Terra                                                 | Romanzo auto-conclusivo entro il Ciclo dello Spazio Conosciuto. | Settembre 1992 | ISBN 88-429-0423-6 |
| 127    | Edgar Rice Burroughs               | Carson di Venere                                                    | Omnibus dei primi due romanzi del Ciclo di Amtor: 1. I pirati di Venere 2. Perduti su Venere | Ottobre 1992   | ISBN 88-429-0424-4 |
| 128    | Jack Vance                         | I segreti di Cadwal                                                 | Secondo romanzo delle Cronache di Cadwel entro l'universo del Gaean Reach. | Novembre 1992  | ISBN 88-429-0425-2 |
| 129    | James H. Schmitz                   | Le streghe di Karres                                                | | Febbraio 1993  | ISBN 88-429-0426-0 |
| 130    | E. E. Smith                        | Il Secondo Impero: Lensmen III                                      | Omnibus degli ultimi due romanzi dell'esalogia dei Lensmen: 1. I nuovi Lensmen 2. I figli della Lente | Aprile 1993    | ISBN 88-429-0427-9 |
| 131    | Robert Silverberg                  | Il tempo delle metamorfosi                                          | | Maggio 1993    | ISBN 88-429-0703-0 |
| 132    | Lois McMaster Bujold               | Barrayar                                                            | Secondo romanzo della dilogia di Cordelia Naismith-Vorkosigan entro il Ciclo dei Vor. | Giugno 1993    | ISBN 88-429-0711-1 |
| 133    | Larry Niven                        | Pianeta di schiavi                                                  | Romanzo auto-conclusivo entro il Ciclo dello Spazio Conosciuto. | Settembre 1993 | ISBN 88-429-0720-0 |
| 134    | Edgar Rice Burroughs               | Odissea su Venere                                                   | Omnibus degli ultimi tre romanzi del Ciclo di Amtor: 1. Carson di Venere 2. Odissea su Venere. Fix-up di quattro racconti. 3. Il mago di Venere | Ottobre 1993   | ISBN 88-429-0727-8 |
| 135    | Vernor Vinge                       | Universo incostante                                                 | Primo romanzo della trilogia delle Zones of Thought. | Novembre 1993  | ISBN 88-429-0738-3 |
| 136    | John Brunner                       | Il gregge alza la testa                                             | | Febbraio 1994  | ISBN 88-429-0752-9 |
| 137    | Julian May                         | Jack dai mille volti                                                | Secondo romanzo del Ciclo del Milieu Galattico. | Aprile 1994    | ISBN 88-429-0761-8 |
| 138    | Jack Vance                         | La Terra morente                                                    | Omnibus dei primi due volumi del Ciclo della Terra morente: 1. La Terra morente. Antologia di sei racconti. 2. Cugel l'astuto. Fix-up di sette racconti.                                                                                            | Maggio 1994    | ISBN 88-429-0766-9 |
| 139    | Connie Willis                      | L'anno del contagio                                                 | | Giugno 1994    | ISBN 88-429-0772-3 |
| 140    | Brian Aldiss                       | Il lungo meriggio della Terra                                       | | Settembre 1994 | ISBN 88-429-0781-2 |
| 141    | Philip José Farmer                 | La macchina della creazione                                         | Sesto romanzo dell'esalogia dei Fabbricanti di Universi. | Ottobre 1994   | ISBN 88-429-0787-1 |
| 142    | Larry Niven e Jerry Pournelle      | Nell'occhio del gigante                                             | Secondo romanzo della trilogia dei Moties entro l'universo narrativo del CoDominium. | Novembre 1994  | ISBN 88-429-0796-0 |
| 143    | Orson Scott Card                   | Il custode dell'uomo                                                | Primo romanzo della pentalogia dell'Homecoming entro il Ciclo di Ender. | Febbraio 1995  | ISBN 88-429-0811-8 |
| 144    | Harry Harrison                     | Jim DiGriz e il pianeta maledetto                                   | Ottavo romanzo del ciclo di Jim DiGriz. | Aprile 1995    | ISBN 88-429-0821-5 |
| 145    | L. Ron Hubbard                     | Ritorno al domani                                                   | | Maggio 1995    | ISBN 88-429-0825-8 |
| 146    | Lois McMaster Bujold               | I due Vorkosigan                                                    | Settimo romanzo della saga di Miles Vorkosigan entro il Ciclo dei Vor. | Giugno 1995    | ISBN 88-429-0832-0 |
| 147    | Jack Vance                         | Throy: Il terzo continente                                          | Terzo romanzo delle Cronache di Cadwel entro l'universo del Gaean Reach. | Settembre 1995 | ISBN 88-429-0843-6 |
| 148    | Larry Niven                        | Il segreto dei costruttori di Ringworld                             | Secondo romanzo della tetralogia del Mondo Anello entro il Ciclo dello Spazio Conosciuto. | Ottobre 1995   | ISBN 88-429-0849-5 |
| 149    | Samuel R. Delany                   | Triton                                                              | | Novembre 1995  | ISBN 88-429-0861-4 |
| 150    | L. Ron Hubbard                     | L'ultimo vessillo                                                   | | Gennaio 1996   | ISBN 88-429-0876-2 |
| 151    | John Barnes                        | Sistema virtuale XV                                                 | | Febbraio 1996  | ISBN 88-429-0882-7 |
| 152    | Tanith Lee                         | Nata dal vulcano                                                    | Primo romanzo della trilogia della Strega bianca. | Marzo 1996     | ISBN 88-429-0888-6 |
| 153    | Jack London                        | Il morbo scarlatto                                                  | Antologia postuma comprendente il romanzo breve Il morbo scarlatto e otto racconti. | Aprile 1996    | ISBN 88-429-0894-0 |
| 154    | Tanith Lee                         | Vazkor figlio di Vazkor                                             | Omnibus del secondo e terzo romanzo della trilogia della Strega bianca: 1. Vazkor, figlio di Vazkor 2. La strega bianca | Maggio 1996    | ISBN 88-429-0901-7 |
| 155    | Julian May                         | Maschera di diamante                                                | Terzo romanzo del Ciclo del Milieu Galattico. | Giugno 1996    | ISBN 88-429-0908-4 |
| 156    | James Tiptree Jr.                  | La via delle stelle                                                 | | Settembre 1996 | ISBN 88-429-0928-9 |
| 157    | Anne McCaffrey                     | Prova di sopravvivenza                                              | Primo romanzo della tetralogia di Catteni. | Ottobre 1996   | ISBN 88-429-0933-5 |
| 158    | Lois McMaster Bujold               | Cetaganda                                                           | Terzo romanzo della saga di Miles Vorkosigan entro il Ciclo dei Vor. | Novembre 1996  | ISBN 88-429-0940-8 |
| 159    | Joe Haldeman                       | Guerra eterna                                                       | Primo romanzo del ciclo della Guerra eterna. | Dicembre 1996  | ISBN 88-429-0944-0 |
| 160    | L. Ron Hubbard                     | La trama proibita                                                   | | Gennaio 1997   | ISBN 88-429-0946-7 |
| 161    | Anne McCaffrey                     | Il volo del drago                                                   | Fix-up di due romanzi brevi, primo romanzo della trilogia principale del Ciclo di Pern. | Febbraio 1997  | ISBN 88-429-0949-1 |
| 162    | Edgar Rice Burroughs               | Il popolo della Luna                                                | Fix-up dei tre romanzi brevi. | Aprile 1997    | ISBN 88-429-0959-9 |
| 163    | Orson Scott Card                   | I figli della mente                                                 | Quarto romanzo della pentalogia di Ender Wiggin entro il Ciclo di Ender. | Maggio 1997    | ISBN 88-429-0968-8 |
| 164    | Julian May                         | Magnificat                                                          | Quarto romanzo del Ciclo del Milieu Galattico. | Giugno 1997    | ISBN 88-429-0971-8 |
| 165    | L. Ron Hubbard                     | Soldato della luce                                                  | Raccolta completa del ciclo di Ole Doc Methuselah, comprende sette racconti. | Settembre 1997 | ISBN 88-429-0857-6 |
| 166    | Anne McCaffrey                     | I dragonieri di Pern                                                | Secondo romanzo della trilogia principale del Ciclo di Pern. | Ottobre 1997   | ISBN 88-429-0983-1 |
| 167    | Lois McMaster Bujold               | Memory                                                              | Ottavo romanzo della saga di Miles Vorkosigan entro il Ciclo dei Vor. | Novembre 1997  | ISBN 88-429-0991-2 |
| 168    | Anne McCaffrey                     | Il drago bianco                                                     | Terzo romanzo della trilogia principale del Ciclo di Pern. | Febbraio 1998  | ISBN 88-429-1008-2 |
| 169    | P. Sterner Meek                    | Awlo di Ulm                                                         | Raccolta completa del ciclo di Awlo di Ulm, comprende un racconto e un romanzo breve. | Marzo 1998     | ISBN 88-429-1017-1 |
| 170    | L. Ron Hubbard                     | Schiavi del sonno                                                   | Omnibus della dilogia degli Schiavi del sonno: 1. Schiavi del sonno 2. Signori del sonno | Aprile 1998    | ISBN 88-429-1027-9 |
| 171    | Greg Bear                          | /Slant                                                              | Quarto romanzo della tetralogia Queen of Angels entro il ciclo Quantum Logic. | Giugno 1998    | ISBN 88-429-1036-8 |
| 172    | Stephen Baxter                     | Ring                                                                | Quarto romanzo del Ciclo di Xeelee. | Settembre 1998 | ISBN 88-429-1042-2 |
| 173    | Lois McMaster Bujold               | L'apprendista ammiraglio Miles Vorkosigan                           | Primo romanzo della saga di Miles Vorkosigan entro il Ciclo dei Vor. | Ottobre 1998   | ISBN 88-429-1052-X |
| 174    | James Blish                        | Le città volanti                                                    | Omnibus della tetralogia delle Città volanti: 1. Avranno le stelle 2. Una vita per le stelle 3. Il ritorno del terrestre 4. Il trionfo del tempo | Novembre 1998  | ISBN 88-429-1050-3 |
| 175    | Leigh Brackett                     | Bartorstown. La città proibita                                      | | Febbraio 1999  | ISBN 88-429-1073-2 |
| 176    | John D. MacDonald                  | Il pianeta dei vigilanti                                            | | Aprile 1999    | ISBN 88-429-1078-3 |
| 177    | Bob Shaw                           | L'invasione dei Ptertha                                             | Primo romanzo della trilogia Land and Overland. | Giugno 1999    | ISBN 88-429-1093-7 |
| 178    | Edmond Hamilton                    | Il Lupo dei cieli. Le avventure di Morgan Chane                     | Omnibus della trilogia di Morgan Chane: 1. Il fuggiasco della Galassia 2. Pianeta perduto 3. Le Stelle del Silenzio | Settembre 1999 | ISBN 88-429-1097-X |
| 179    | Vernor Vinge                       | Quando la luce tornerà                                              | Secondo romanzo della trilogia delle Zones of Thought. | Ottobre 1999   | ISBN 88-429-1107-0 |
| 180    | Leigh Brackett                     | Skaith. Ciclo delle avventure di Eric John Stark sul pianeta Skaith | Omnibus della trilogia di Skaith entro il ciclo di Eric John Stark: 1. La stella amara 2. I lupi di Skaith 3. I predoni di Skaith | Ottobre 1999   | ISBN 88-429-1110-0 |
| 181    | David Brin                         | Il pianeta proibito                                                 | Quarto romanzo dell'esalogia delle Cinque Galassie. | Novembre 1999  | ISBN 88-429-1115-1 |
| 182    | Lois McMaster Bujold               | Gravità zero                                                        | Romanzo auto-conclusivo entro il Ciclo dei Vor. | Gennaio 2000   | ISBN 88-429-1124-0 |
| 183    | Bob Shaw                           | L'attacco di Mondo                                                  | Secondo romanzo della trilogia Land and Overland. | Febbraio 2000  | ISBN 88-429-1127-5 |
| 184    | Bob Shaw                           | Verso l'ignoto                                                      | Terzo romanzo della trilogia Land and Overland. | Aprile 2000    | ISBN 88-429-1136-4 |
| 185    | David Brin                         | Le rive dell'infinito                                               | Quinto romanzo dell'esalogia delle Cinque Galassie. | Giugno 2000    | ISBN 88-429-1143-7 |
| 186    | J. H. Rosny                        | La guerra del fuoco                                                 | | Settembre 2000 | ISBN 88-429-1150-X |
| 187    | David Brin                         | I confini del cielo,                                                | Sesto romanzo dell'esalogia delle Cinque Galassie. | Novembre 2000  | ISBN 88-429-1152-6 |
| 188    | Lois McMaster Bujold               | Miles Vorkosigan alle frontiere dell'ignoto                         | Sesto romanzo della saga di Miles Vorkosigan entro il Ciclo dei Vor, fix-up di tre romanzi brevi. | Novembre 2000  | ISBN 88-429-1159-3 |
| 189    | Stanley G. Weinbaum                | Un'odissea marziana e altre storie                                  | Raccolta creata per il mercato italiano, comprende dieci racconti provenienti da vari cicli narrativi. | Febbraio 2001  | ISBN 88-429-1169-0 |
| 190    | Lester del Rey                     | L'undicesimo comandamento                                           | | Aprile 2001    | ISBN 88-429-1174-7 |
| 191    | James White                        | Stazione Ospedale                                                   | Primo romanzo del ciclo della Stazione Ospedale, fix-up di tre racconti. | Giugno 2001    | ISBN 88-429-1180-1 |
| 192    | James White                        | Ospedale da combattimento                                           | Secondo romanzo del ciclo della Stazione Ospedale, fix-up di due racconti. | Novembre 2001  | ISBN 88-429-1191-7 |
| 193    | Stephen Baxter                     | Il secondo viaggio                                                  | Sequel ufficiale del romanzo La macchina del tempo di H. G. Wells. | Gennaio 2002   | ISBN 88-429-1199-2 |
| 194    | Stephen Bury                       | Il Presidente. «Interface»                                          | | Marzo 2002     | ISBN 88-429-1204-2 |
| 195    | Raymond F. Jones                   | L'uomo dei due mondi                                                | | Aprile 2002    | ISBN 88-429-1210-7 |
| 196    | Murray Leinster                    | Il pianeta dimenticato                                              | Fix-up di tre romanzi brevi. | Giugno 2002    | ISBN 88-429-1216-6 |
| 197    | Lois McMaster Bujold               | Komarr                                                              | Nono romanzo della saga di Miles Vorkosigan entro il Ciclo dei Vor. | Settembre 2002 | ISBN 88-429-1224-7 |
| 198    | Orson Scott Card                   | L'ombra di Ender                                                    | Romanzo auto-conclusivo entro il Ciclo di Ender. | Ottobre 2002   | ISBN 88-429-1226-3 |
| 199    | Michael Flynn                      | La grande congiura                                                  | | Novembre 2002  | ISBN 88-429-1214-X |
| 200    | Arthur C. Clarke                   | 2001: Odissea nello spazio                                          | Romanzo composto in parallelo al film omonimo diretto da Stanley Kubrick come parte di un progetto multimediale. | Marzo 2003     | ISBN 88-429-1248-4 |
| 201    | Lois McMaster Bujold               | Guerra di strategie                                                 | Decimo romanzo della saga di Miles Vorkosigan entro il Ciclo dei Vor. | Aprile 2003    | ISBN 88-429-1249-2 |
| 202    | Michael Crichton                   | Andromeda                                                           | | Aprile 2003    | ISBN 88-429-1259-X |